# Panamerikanische Spiele 1951
Die I. Panamerikanischen Spiele fanden in der argentinischen Hauptstadt Buenos Aires statt. Sie wurden vom 25. Februar bis zum 9. März 1951 ausgetragen. Insgesamt nahmen 2513 Athleten aus 21 Ländern in 20 Sportarten teil.
Die Eröffnungsfeier fand im Estadio Presidente Perón vor 100.000 Zuschauer statt. Staatspräsident Juan Domingo Perón und seine Frau Eva Perón eröffneten die Veranstaltung. Die argentinische Mannschaft marschiert seither immer als Erstes bei der Eröffnungszeremonie ein, da Argentinien das Gründungsland der Panamerikanischen Spiele ist. Danach folgen die anderen Nationen in alphabetischer Reihenfolge und an letzter Stelle das Gastgeberland. Ein griechisch-argentinischer Athlet trug die in Olympia entzündete und per Schiff auf den amerikanischen Kontinent gebrachte Fackel ins Stadion.
Es war das erste und letzte Mal, dass nicht die Vereinigten Staaten die meisten Medaillen gewannen. Argentinien führte mit ca. 150 Medaillen, davon 68 Goldmedaillen, an, wobei sich die Quellen hier leicht widersprechen. Am 9. März wurden die Spiele im Estadio Monumental vor 60.000 Zuschauern beendet.

## Medaillenspiegel
| Platz | Land                | Gold | Silber | Bronze | Gesamt |
| ----- | ------------------- | ---- | ------ | ------ | ------ |
| 01    | Argentinien         | 68   | 44     | 38     | 150    |
| 02    | Vereinigte Staaten  | 44   | 33     | 18     | 95     |
| 03    | Chile               | 9    | 20     | 12     | 41     |
| 04    | Kuba                | 9    | 9      | 10     | 28     |
| 05    | Brasilien           | 5    | 15     | 12     | 32     |
| 06    | Mexiko              | 4    | 9      | 27     | 40     |
| 07    | Peru                | 2    | 5      | 7      | 14     |
| 08    | Trinidad und Tobago | 1    | 3      | 0      | 4      |
| 09    | Ecuador             | 1    | 0      | 1      | 2      |
| 10    | Kolumbien           | 1    | 0      | 0      | 1      |
| 11    | Venezuela           | 0    | 1      | 1      | 2      |
| 12    | Costa Rica          | 0    | 1      | 0      | 1      |
| 13    | Jamaika             | 0    | 0      | 3      | 3      |
| 14    | Panama              | 0    | 0      | 2      | 2      |
| 14    | Paraguay            | 0    | 0      | 2      | 2      |
| 16    | Guatemala           | 0    | 0      | 1      | 1      |
| 16    | Haiti               | 0    | 0      | 1      | 1      |

## Resultate
- Baseball
- Basketball
- Boxen
- Fechten
- Fußball
- Gewichtheben
- Leichtathletik
- Moderner Fünfkampf
- Polo
- Radsport
- Reitsport
- Ringen
- Rudern
- Schwimmen
- Segeln
- Sportschießen
- Tennis
- Turnen
- Wasserball
- Wasserspringen